# 长梗杨桐
长梗杨桐（学名：Adinandra elegans），为山茶科杨桐属下的一个植物种。
特产于广东阳春县八甲河尾山；生于海拔400-500米的山坡路旁水沟边灌丛中或石隙间。
模式标本采自广东阳春。